# Stanislav Groppa
Stanislav Groppa (n. 15 mai 1956, Verejeni, raionul Ocnița, RSS Moldovenească, URSS) este un medic moldovean, specialist în domeniul neurologiei și geneticii medicale, membru al Academiei de Științe a Moldovei. A absolvit Institutul de medicină din Chișinău, apoi și-a susținut doctoratul în medicină la Institutul de medicină nr. 2 din Moscova.
Este prorector pentru activitate de cercetare și șef catedră la Universitatea de Stat de Medicină și Farmacie „Nicolae Testemițanu” din Republica Moldova, cercetător științific principal, profesor universitar, doctor habilitat în științe medicale.
În 2025 a fost ales membru de onoare al Academiei Române.